# المافود (شبوة)

تعديل مصدري - تعديل

المافود هي مدينة ومركز مديرية عرماء بمحافظة شبوة اليمنية، بلغ تعداد سكانها 1263 نسمة حسب الإحصاء الذي أجري عام 2004.